# Gullfoss
Gullfoss (Zlati slap) je mogočen slap, ki se nahaja v kanjonu reke Hvítá na jugozahodu Islandije. Reka izhaja iz ledeniškega jezera Hvítávatn izpod ledenika Lángjökull približno 40 km severno od Gullfossa. Skupaj s Þingvellirjem in gejzirji Haukadalurja je Gullfoss del t. i. Zlatega kroga priljubljenih turističnih izletnih točk.

## Opis
Gullfoss je ena izmed najbolj priljubljenih turističnih znamenitosti v državi. Široka reka Hvítá teče proti jugu in ustvarja kilometer dolgo tristopenjsko slapišče, kjer zavije ostro v desno. Slapišče ima najprej dve stopnji (11 m in 21 m), nakar pada v razpoko 32 m globoko. Ozka, približno 20 m široka in 2,5 km dolga razpoka se razteza pravokotno na tok reke. Povprečna količina vode nad tem slapom je 140 m³/s poleti in 80 m³/s v zimskem času. Najvišja izmerjena količina je bila 2000 m³/s.

## Zgodovina
V prvi polovici 20. stoletja in ob njegovem koncu je bilo veliko idej o uporabi Gullfossa za proizvodnjo električne energije. V tem obdobju so slap oddali v najem tujim vlagateljem njegovi lastniki, Tómas Tómasson in Halldór Halldórsson. Vendar pa poskusi vlagateljev niso bili uspešni, delno zaradi pomanjkanja denarja, še bolj pa zaradi upora prebivalcev. Slap je kasneje odkupila država Islandija. Tudi še potem so obstajali načrti za izkoriščanje reke Hvítá, ki bi slap za večno spremenili. Zdaj je slap zaščiten.
Sigríður Tómasdóttir, hči Tómasa Tómassona, je bila glavna pobudnica za ohranitev stanja slapa, peš je odšla protestirat v 120 km oddaljeni Reykjavík in je celo zagrozila, da se bo vrgla v slap. Čeprav velja prepričanje, da je Sigríður rešila slap, je to malo verjetno. So pa ob slapu postavili kamnit spomenik Sigriður v čast.

## Glasba, literatura
Gullfoss je slika na naslovnici albuma Porcupine britanske skupine Echo & the Bunnymen. Poleg tega so slapovi navedeni v noveli The Odd Saga of the American and a Curious Icelandic Flock:  med večerjo Snorri zagovarja prednost Gullfossa, medtem ko dr. Gustafsson zagovarja Glymur.
Gullfoss se znajde v videospotu za pesem »Heaven«, ki ga igra skupina Live. V videu si mladenič in mladenka, ločena z reko Hvítá, izmenjavata pisna sporočila s pomočjo skal, ki jih mečeta preko reke in slapov. Na koncu videospota mladenič poskuša preplavati reko dolvodno od Gulfossa. Njegova prijateljica je tako zgrožena, ko vidi, da ga bo reka odnesla, da tudi sama skoči v reko, da bi mu pomagala. Nato ju reka skupaj odnese.